# Lidköpings järnvägar
Lidköpings järnvägar war ein schwedisches Konsortium. Dieses wurde für die gemeinsame Verwaltung von Eisenbahngesellschaften in Skaraborgs län, die ganz oder teilweise im Besitz der Stadt Lidköping waren, gegründet.

## Geschichtliche Entwicklung
Die Stadt Lidköping kaufte die schmalspurige Lidköping–Håkantorps Järnväg (HLJ) im Jahre 1902 von der Lidköping–Skara–Stenstorps Järnväg. Damit wurde Lidköping Betreiber einer Eisenbahnstrecke.
Das Konsortium wurde 1912 gegründet, um zusätzlich zu dieser Gesellschaft die ebenfalls schmalspurige Kinnekulle–Lidköpings järnväg (KiLJ) gemeinsam zu verwalten und zu betreiben. Dieses Konsortium wurde Lidköpings järnvägar bezeichnet, in dem die Stadt als Hauptinteressent galt.
Diese gemeinsame Verwaltung führte durchgehende Züge ein, die von Forshem über Lidköping und die Bahnstrecke Göteborg–Skara der Västergötland–Göteborgs järnvägsaktiebolag (VGJ) sowie der Zweigstrecke Håkantorp–Tumleberg nach Tumleberg auf der Hauptstrecke der VGJ verkehrten. Lidköpings järnvägar betrieben dazu noch den Verkehr auf der der Södra Kinnekulle Järnvägsaktiebolag (SKJ) gehörenden Bahnstrecke Källby–Kinne-Kleva, nachdem diese 1924 eröffnet wurde.
Auf der 1908 eröffneten Bahnstrecke Lidköping–Tun der Lidköping–Kållands järnvägaktiebolag (LJ) führte diese bis 1925 den Verkehr in eigener Regie durch. Dann ging das Unternehmen in Liquidation und der schwedische Staat übernahm die Strecke. Am 2. Dezember 1928 verkaufte der Staat die Bahn an die Stadt Lidköping.
Die Stadt Lidköping erwarb im gleichen Jahr zudem SKJ. Nun wurde der Verkehr auf allen fünf Bahnstrecken unter dem Namen Lidköpings järnvägar betrieben. Laut historischer Quelle verwendet nur die Lidköping–Kållands järnvägaktiebolag (LJ) die Abkürzung LJ, da sie diese bereits seit der Gründung führte. Es gibt keine Quellen, ob KiLJ mehrheitlich im Besitz der Stadt Lidköping war.
Das Konsortium wurde 1948 aufgelöst, als die schwedische Regierung im Rahmen der allgemeinen Eisenbahnverstaatlichung die einzelnen Eisenbahngesellschaften aufkaufte und in Statens Järnvägar integrierte.